# Ophiothrix trilineata
Ophiothrix trilineata is een slangster uit de familie Ophiotrichidae. De wetenschappelijke naam van de soort werd in 1869 gepubliceerd door Christian Frederik Lütken.